# Augsburg Airways
Augsburg Airways – regionalnie linie lotnicze z siedzibą w Hallbergmoos.
Oddział Lufthansy Regional, który odbywał loty krajowe, jak i międzynarodowe w imieniu Lufthansy. Baza tej linii znajdowała się w Monachium. Linie zakończyły działalność 28 października 2013.

## Historia
Linia powstała w 1980 roku pod nazwą Interot Airways, natomiast działalność rozpoczęto 6 lat później, czyli w 1986 roku. Współpracę z Lufthansą rozpoczęto w 1996 roku, wtedy też zmieniono nazwę na Augsburg Airways.
W 2003 linie stały się częścią Lufthansa Regional. Augsburg Airways zostały kupione przez Cirrus Airlines i weszły w skład Cirrus Group. W 2009 Cirrus Airlines oraz Augsburg Airways zostały zakupione przez ATON AG. Ostatecznie Cirrus Airlines zostały ponownie wykupione przez swojego założyciela, opuszczając ATON AG wspólnie z Augsburg Airways oraz DCA (Daimler Chrysler Aviation).
W roku 2012 Lufthansa zakończyła współpracę z Contact Air, w związku z czym Augsburg Airways stały się jedynym niezależnym regionalnym operatorem z własną siatką połączeń. W październiku 2012 Lufthansa ogłosiła, że zakończy współpracę z Augsburg Airways w październiku 2013. W następstwie decyzji Lufthansy, linie ogłosiły w marcu 2013, że zawieszą wszystkie swoje operacje w październiku 2013.

## Flota
(Stan na kwiecień 2013)